# Susana Campos
Susana Campos (geboren am 31. August 1934 in Buenos Aires, Argentinien; gestorben am 16. Oktober 2004 ebenda) war eine argentinische Filmschauspielerin.

## Biografie
1942 begann sie ihre Karriere mit dem Film El comisario de Tranco Largo. Anderen Quellen zufolge begann sie ihre Karriere 1947 bei einem Radiowettbewerb, wo sie, zusammen mit anderen jungen Schauspielerinnen ausgewählt wurde. Sie etablierte sich zu einer festen Größe im argentinischen Kino und trat in 115 Filmen und TV-Serien auf. Sie verstarb am 16. Oktober 2004 an den Folgen eines Gehirntumors.

## Filmografie
(ohne TV-Serien)
- 1942: El comisario de Tranco Largo
- 1944: Mi novia es un fantasma
- 1944: La importancia de ser ladrón
- 1946: El tercer huésped
- 1947: Un marido ideal
- 1947: 3 millones y el amor
- 1948: La serpiente de cascabel
- 1948: El barco sale a las diez
- 1948: Novio, marido y amante
- 1948: La novia de la marina
- 1948: La cuna vacía
- 1949: Fúlmine
- 1949: Cita en las estrellas
- 1949: Fascination
- 1950: ¿Vendrás a media noche?
- 1950: Rice and Milk
- 1950: Cuando besa mi marido
- 1951: Fantasmas asustados
- 1951: El hermoso Brummel
- 1951: Los árboles mueren de pie
- 1952: La patrulla chiflada
- 1952: Mi hermano Esopo
- 1953: La niña del gato
- 1953: Ue… paisano!
- 1953: Romeo y Julita
- 1954: Descent Into Hell
- 1954: Detective
- 1955: La cigüeña dijo sí
- 1955: La delatora
- 1955: Baccara
- 1955: Vida nocturna
- 1955: Pecadora
- 1955: La noche de Venus
- 1956: Historia de una soga
- 1956: Graciela
- 1956: Todo sea para bien
- 1957: Amor a primera vista
- 1957: Todo sea para bien
- 1958: Amor prohibido
- 1958: Detrás de un largo muro
- 1958: Rosaura a las 10
- 1959: Il padrone delle ferriere
- 1959: Bombas para la paz
- 1960: Mi calle
- 1960: 09 1 Policía al habla
- 1960: Un bruto para Patricia
- 1961: La vida privada de Fulano de Tal
- 1961: Siempre es domingo
- 1962: El bruto
- 1962: Man on Pink Corner
- 1962: Accidente 703
- 1962: Escuela de seductoras
- 1962: Cena de matrimonios
- 1962: Los culpables
- 1962: Usted tiene ojos de mujer fatal
- 1963: Una tal Dulcinea
- 1963: Ensayo general para la muerte
- 1963: Piedra de toque
- 1964: Como dos gotas de agua
- 1964: Le sette vipere (Il marito latino)
- 1964: La boda
- 1964: Rueda de sospechosos
- 1965: Double Edged Crime
- 1966: Arm in Arm Down the Street
- 1966: Mountains (Mestizo)
- 1967: Villa Cariño
- 1968: Coche cama alojamiento
- 1969: Let Them Talk
- 1969: Yesterday's Boys Didn't Use Hair Fixers
- 1969: The Day You Love Me
- 1969: El bulín
- 1971: Vamos a soñar por el amor
- 1974: Muñequitas de medianoche
- 1975: Bodas de cristal
- 1976: The Kids Grow Up
- 1977: Such Is Life
- 1981: The Fridays of Eternity
- 1986: El orden cómico
- 1986: Romanza final (Gayarre)
- 1991: Loraldia – El tiempo de las flores
- 2003: Captive
- 2005: The Hour Go By

## Ehrungen

### Auszeichnungen
- 1959: Cóndor de Plata; Gewinnerin für „Rosaura a las 10“ (beste Schauspielerin)
- 1971: Premios ACE; für den Film „El día que me quieras“ (beste Schauspielerin)
- 1994: Martin Fierro; für die Filme „Sweet Anne“ und „Leandro Leiva, un soñador“ (beste Schauspielerin)
- 2002: Cóndor de Plata; Auszeichnung für ihre Karriere

### Nominierungen
- 2004: Martin Fierro für den Film „El Deseo“ (beste Nebendarstellerin in einem Drama, nominiert)
- 2005: Martin Fierro für den Film „El Deseo“ (beste Nebendarstellerin in einem Drama, nominiert)
- 2006: Cóndor de Plata; nominiert für den Film „Cautiva“ (beste Nebendarstellerin)